# Ugo Humbert
Ugo Humbert (født 26. juni 1998 i Metz, Frankrig) er en professionel mandlig tennisspiller fra Frankrig.